# Därligen
Därligen (toponimo tedesco) è un comune svizzero di 429 abitanti del Canton Berna, nella regione dell'Oberland (circondario di Interlaken-Oberhasli).

## Geografia fisica
Därligen si affaccia sul Lago di Thun.

## Società

### Evoluzione demografica
L'evoluzione demografica è riportata nella seguente tabella:
Abitanti censiti

## Infrastrutture e trasporti
Därligen è stata servita fino al 2020 dall'omonima stazione sulla ferrovia Thunerseebahn.

## Amministrazione
Ogni famiglia originaria del luogo fa parte del cosiddetto comune patriziale e ha la responsabilità della manutenzione di ogni bene ricadente all'interno dei confini del comune.